# Море (роман)
Море је дело Блаја Бонета, каталонског писца, које је 1958. године објављено на каталонском језику. Роман важи за један од најбољих лирких романа написаних на каталонском језику и по њему је 2000. године на Берлинском филмском фестивалу представљен филм који је снимљен, у режији Агустија Виљаронге. Роман је стекао изузетну попуарност и преведен је на италијански, шпански, мађарски, српски, немачки, као и многе друге језике.

## Анализа
Радња романа море смештена је на острво у послератној Шпанији и осликава страх и беду које је за собом оставио грађански рат. Причу нам приповедају:
- Мануел Тур,
- Андреу Рамаљо,
- Часна сестра Франциска Луна и
- Габријел Калдентеј (свештеник).

Море је прича о младићима који се боре да савладју туберколозу, која је симбол зла. Кроз смењивање приповедачких гласова и видимо свет који нам је Бонет дочарао, у којем је свака морална вредност савладавана својом супротношћу. Сумње у лични идентитет, грозничава уобразија, опседнутост грехом, успомене, неизвесна судбина, стравична злодела стапају се са поетским описима града, села, мора и недостижног хоризонта у поетску слику људске судбине. У роману трагичан крај има 12 ликова, свака смрт је трагичнија од претходне и самим тим роман добија на тежини.
У лето 1936. године, насиље у Шпанском грађанском рату допире до малог села на Мајорци. Четворо деце: Андреу Рамалло, Мануел Тур, Пау Инглада и девојчица Франциска сведоци су погубљења левичара у рукама провладиних сељана. У очајничком чину освете, Пау, чији је отац убијен претходног дана од стране водећег џелата, планира да се освети за убиство свог оца и мучи Јулиу Балестер, сина убице његовог оца. Његова идеја је да присили дечака да пије рицинусово уље. Међутим, ствари крену наопако када се дечак Јулиа Балестер руга њима и Пау се разбесни. Он брутално убија Јулију тако што му је ударао главом о камен и онда га убодао у грло. Неспособан да се носе са оним што је управо урадио, Пау почињава самоубиство скакањем у рупу у пећини. Преостала деца: Андреу, Мануел и Франциса су сведоци ових трагичних догађаја. Деценију касније, Рамало, сада млади човек, шаље се у санаторијум на Мајорци да се опорави од почетне фазе болести. Рамалло, као и сви оболели од туберкулозе и плућа, мора да живи у великој соби, спаваоници. Међутим, како се здравље пацијента смањује и од њих се очекује да умру, они се шаљу у приватну просторију с бројем 13 у посљедње дане.

## Награде и признања
- 1956 - Награда Јоанот Марторелл